# تيماشايوفسك
تيماشايوفسك (بالروسية: Тимашёвск) هي إحدى مدن روسيا في الكيان الفدرالي الروسي كراسنودار كراي.